# Jamil Takidine
Jamil Takidine (Genk, 1 juni 2002) is een Belgisch voetballer die sinds 2021 uitkomt voor Roda JC.

## Clubcarrière
Takidine genoot, net als zijn oudere broer Ilias, zijn jeugdopleiding bij KRC Genk. In augustus 2021 ondertekende hij een amateurcontract bij Roda JC, waar hij al sinds juni op de proef was. Op 13 augustus 2021 maakte hij zijn officiële debuut in het eerste elftal van de club: op de tweede competitiespeeldag liet trainer Jurgen Streppel hem in de 83e minuut invallen voor Stefano Marzo.
In maart 2022 ondertekende Takidine, die op dat moment naast acht competitiewedstrijden ook al een bekerwedstrijd voor Roda JC op zijn teller had staan, een profcontract tot medio 2024 (met optie op een extra jaar) bij de club uit Kerkrade. Takidine klokte in zijn debuutseizoen uiteindelijk af op tien officiële wedstrijden, waarvan weliswaar slechts één als basisspeler (de bekerwedstrijd tegen FC Den Bosch).
Vanaf seizoen 2025-2026 speelt Takidine bij KVV Thes Sport Tessenderlo.

## Clubstatistieken
| Seizoen         | Club            | Land               | Competitie      | Competitie | Competitie | Beker | Beker | Supercup | Supercup | Europees | Europees | Totaal | Totaal |
| Seizoen         | Club            | Land               | Competitie      | Wed.       | Dlp.       | Wed.  | Dlp.  | Wed.     | Dlp.     | Wed.     | Dlp.     | Wed.   | Dlp.   |
| --------------- | --------------- | ------------------ | --------------- | ---------- | ---------- | ----- | ----- | -------- | -------- | -------- | -------- | ------ | ------ |
| 2021/22         | Roda JC         | Vlag van Nederland | Eerste divisie  | 9          | 0          | 1     | 0     | —        | —        | —        | —        | 10     | 0      |
| 2022/23         | Roda JC         | Vlag van Nederland | Eerste divisie  | 7          | 0          | 0     | 0     | —        | —        | —        | —        | 7      | 0      |
| Carrière totaal | Carrière totaal | Carrière totaal    | Carrière totaal | 16         | 0          | 1     | 0     | 0        | 0        | 0        | 0        | 17     | 0      |

Bijgewerkt op 17 mei 2023.

## Privé
- Takidine is de één jaar jongere broer van Ilias Takidine, die de beloften van KRC Genk in 2020 inruilde voor die van RSC Anderlecht.